# Dibuixos animats
Els dibuixos animats són una producció audiovisual, normalment realitzats a mà (o més recentment amb ordinadors que simulen el dibuix a mà) dirigits sobretot al cinema i a la televisió. Conten qualsevol tipus d'història o de guió. Normalment els dibuixos animats poden estar realitzats per mitjà de nombrosos tipus d'animació, però se solen incorporar a la mateixa categoria que l'animació tradicional.

## Història
Els primers exemples dels intents de captar el fenomen del moviment per mitjà del dibuix es poden trobar en èpoques ben allunyades com el Paleolític, amb les pintures rupestres d'animals, que eren reflectits amb múltiples cames en posicions superposades, cercant la percepció del moviment.
Aparells com el fenaquistoscopi, el zoòtrop o el praxinoscopi, van ser els primers a produir moviment amb una sèrie seqüencial de dibuixos amb l'ús de la tecnologia, però l'animació no es va desenvolupar fins a l'aparició del cinema.

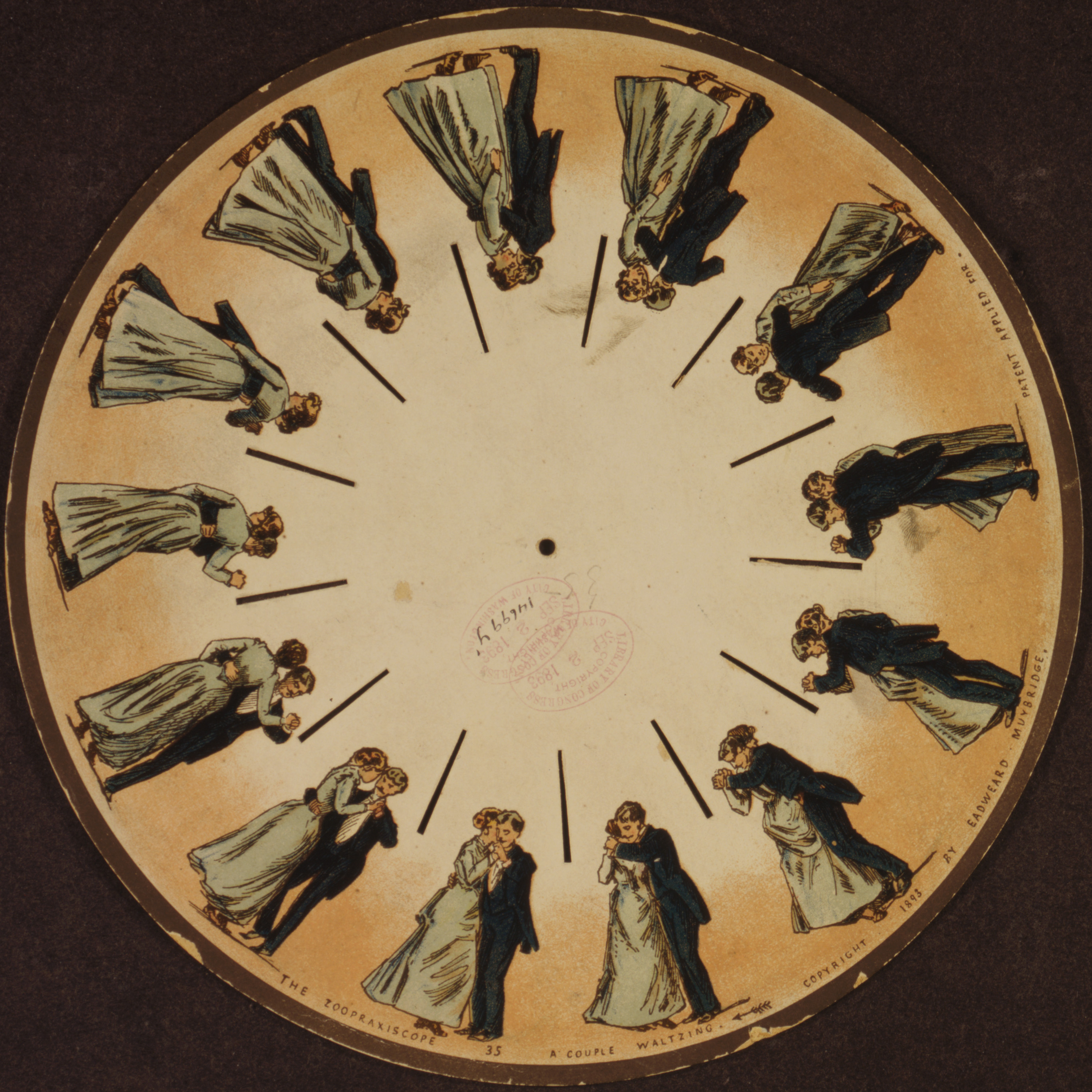
Un disc fenaquistoscopi d'Eadweard Muybridge (1893)
Vista simulada de l'espill del disc
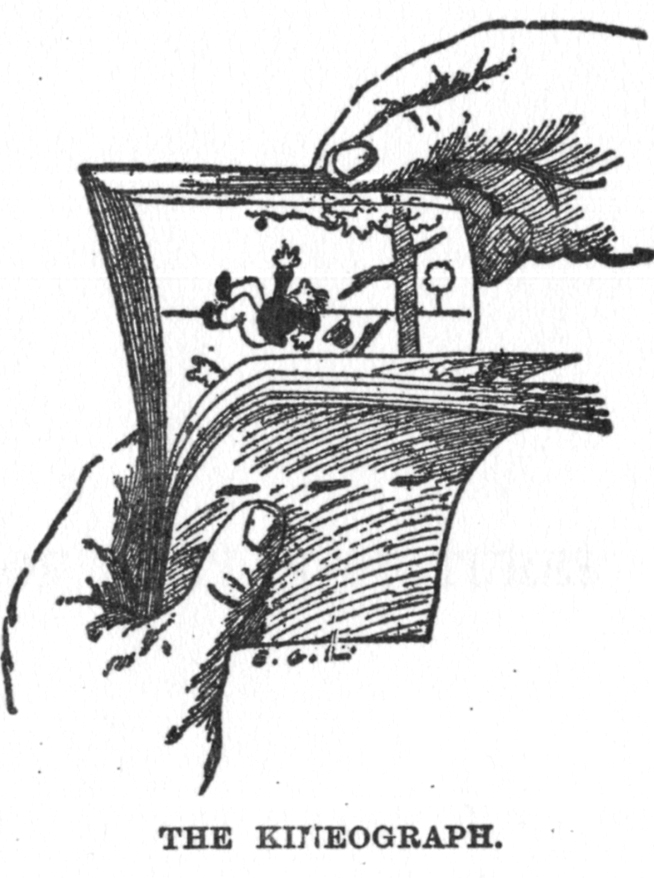
Un exemple de foliscopi (1886)
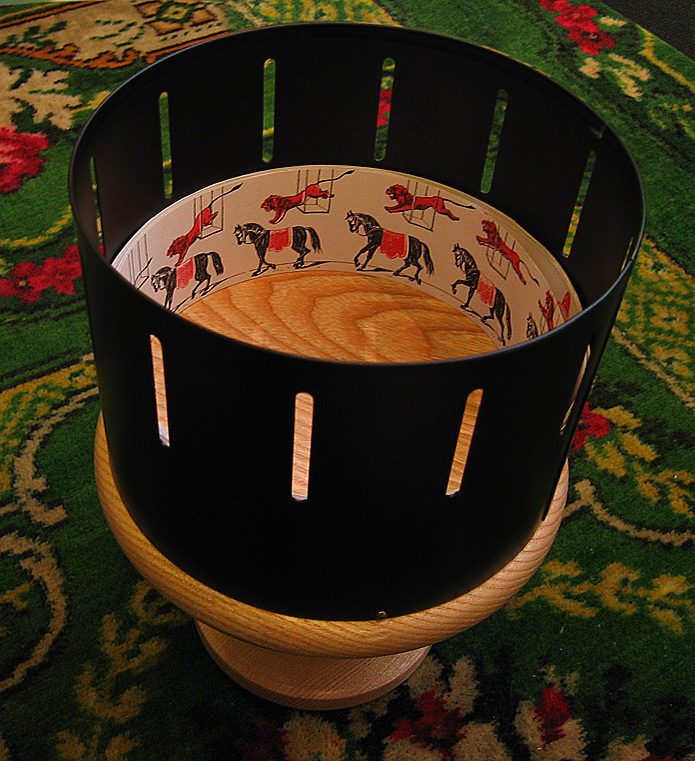
Rèplica moderna d'un zoòtrop victorià
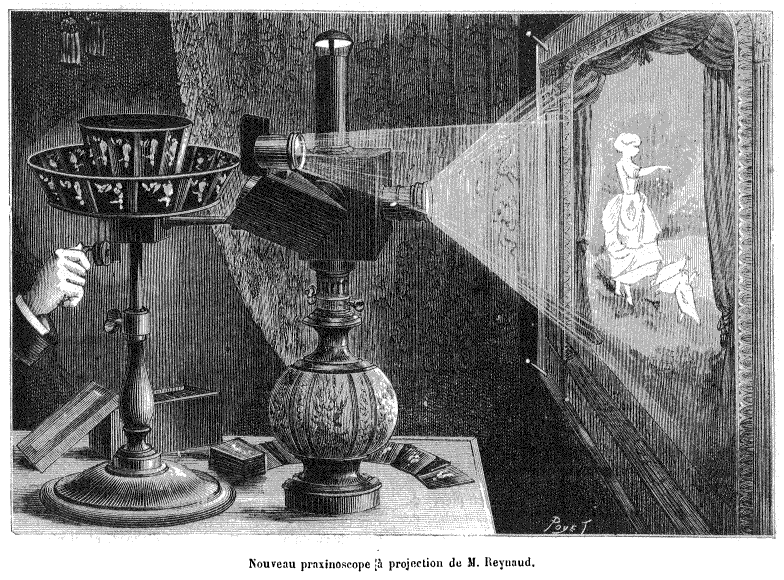
Praxinoscopi (1882)
- How Animated Cartoons Are Made (1919)

Els dibuixos animats van néixer abans que el cinema mateix. Recordem les conegudes Pantomimes Lluminoses que Emile Reynaud exhibia des de 1892 en el Museu Grévin pel públic de Paris. Però Reynaud pintava els ninots directament sobre una banda de paper i no com es faria més tard, és a dir, fotografiant sobre pel·lícula les sèries de dibuixos.
Per a què el cinema d'animació fos una realitat era important inventar prèviament el trucatge anomenat "pas de maneta" o "imatge per imatge", sobre hi ha una discutida paternitat entre James Stuart Blackton, Segundo de Chomón i Méliès. La primera pel·lícula animada va ser Humorous Phases of Funny Faces de 1906, pel dibuixant de periòdics James Stuart Blackton, un dels co-fundadors de la Companyia Vitagraph. En l'obra, apareix la línia del dibuixant en dues cares que són animades sobre una superfície en negre. Les dues cares somriuen i fan l'ullet, and l'home amb un cigar amolla el fum sobre la cara de la dona; també, un pallasso permet el seu gosset saltar a trevés d'un aro.
Però el veritable creador dels dibuixos animats va ser Émile Cohl, que va morir en la misèria malgrat haver estat el fundador d'un dels gèneres que ha donat tants beneficis econòmics. Emile Cohl va crear els seus primers ninots en França (1908-1912). La seva primera pel·lícula de dibuixos animats, en el sentit tradicional del terme, va ser "Fantasmagorie", del director francès el 1908. Però va prosseguir la seva carrera als Estats Units (1914-1916), on va donar vida, amb la col·laboració de George McManus, al personatge Snookum, protagonista de la primera sèrie de dibuixos animats del món i, de nou en França en acabar la guerra, va crear junt amb Louis Forton la sèrie protagonitzada per Pieds Nickelés (1918-1919).
Si el gènere va néixer a França, va conèixer el seu desenvolupament i esplendor en els Estats Units. Poc després que Cohl iniciés les seves experiències, Winsor McCay creaba en Amèrica el curiós personatge Gertie, el dinosaure (1914), inspirant-se en l'estil de les històries còmiques populars. També el nord-americà Earl Hurd qui va perfeccionar la tècnica dels dibuixos animats, al patentar en 1915 l'ús de fulles transparents de cel·luloide (cells) per dibuixar imatges que permetrien sobreposar a un fons fix les parts en moviment (actions). En aquest mètode de treball, millorat per Raoul Barré, al servei d'Edison, i Bill Nolan, que va introduir el moviment de panoràmica en els fondos, va obrir una etapa de gran progrés per als dibuixos animats. Els germans Max i Dave Fleischer van donar vida a personatges com el pallaso Coco (1920-1930) i la seductora Betty Boob (1930-1939). Però el seu personatge més durador va ser Popeye (1930-1947), creat originàriament per E. C. Segar per la publicitat d'espinacs en conserva, però que va desbordar aquesta funció a través de les eternes querelles amb el barbat Bluto, disputant per l'amor de Olive Oyl. La seva popularitat va ser tan grant que la Marina el va utilitzar per les seves campanyes de reclutament abans de la Segona Guerra Mundial. L'australià Pat Sullivan, per la seva part, va ser l'autor de l'afortunat gat Fèlix (1917), preludi dels animals antromórfics que crearà Walt Disney. Nascut en Chicago el 1901 i mort en Hollywood el 1966, el caricaturista i dibuixant publicitari Walt Disney es va interessar pels dibuixos cap el 1919 i va crear la serie Alice Comedies (1924-1926) i la del conill Oswald (1927-1928), precedent del ratolí Mickey Mouse (1928), ideat pel seu ajudant Ub Iwerks. L'incorporació del so en 1928 li va permetre jugar amb els efectes musicals, creant així feliços gags còmics. L'etapa de les Sinfonies tontes (Silly sumphonies) es va iniciar amb La dansa macabre (Skeleton dance, 1929), on uns esquelets donaven cops als seus ossos emetent notes d'un xilofón, i va adoptar feliçment el Technicolor a partir d'Arbres i flors (Flowers and trees, 1932). Disney va donar vida a una pintoresca fauna humanoide, com el gos Pluto (1930), el ànec Donald (1934), el cavall Horaci i la vaca Carabella, que caracteritzaven sota els seus trets animals la psicologia humana. Mickey Mouse, juntament amb l'encantadora Minnie, va ser un personatge elemental, càndid i bondadós, que es va convertir en símbol del tromf del dèbil sobre la força bruta.
Entre la dècada de 1930 i la dècada de 1960 es van produir grans quantitats de dibuixos animats, que normalment eren exhibits abans d'un llargmetratge. Tenien una durada d'entre 5 i 10 minuts, i van ser realitzats per estudis com MGM, Disney, Paramount i Warner Brothers. Amb l'arribada de la televisió a finals de la dècada de 1950, els dibuixos animats al cinema inicien el seu declivi, a l'hora que es comencen a produir en major part per a televisió, situació que es manté durant la segona meitat del segle xx, sota el format de la sèrie de dibuixos animats.

## El procés de l'animació tradicional

### Storyboard
Per filmar o produir una pel·lícula, es necessita tenir una guia per a tenir en compte allò que s'ha de fer i què no s'ha de fer durant el treball. Aquesta guia és l'storyboard, un desglossament gràfic d'allò que esdevindrà la pel·lícula o vídeo final però dibuixat i amb les anotacions necessàries per a cada escena que es filmi o es gravi.
L'storyboard serveix de prova o concepte i es forma d'imatges i textos, similar a una tira còmica gegant. Els dibuixos són fets a mà alçada i de forma ràpida, com apunts, perquè hi ha molts quadres.
L'storyboard facilita i permet a l'equip d'animació planificar l'acció dels personatges, ubicats segons la composició assenyalada en aquesta peça amb anterioritat. També assisteixen a tot l'equip que participa en la filmació, com els artistes que pinten els fons, qui resolen què pintar i on deixar espais perquè se situïn els personatges. Els artistes d'storyboard es reuneixen amb el director, i el seu treball pot passar per successives correccions, fins que s'aprova una versió final.

### Animatic
Als inicis de l'animació va ser anomenat com Leica reel, ja que la lent que s'utilitzava per a aquesta finalitat era de la firma alemanya Leica. L'animatic o previsualització es realitza abans que el procés de rodatge "de veritat" comenci. Un animatic és una peça audiovisual a la qual es reuneixen les imatges de l'storyboard amb la pista d'àudio preliminar, de manera sincronitzada. La reproducció d'aquesta mena d'esbós de la peça final serveix a l'equip per a trobar errors a la duració o composició de les escenes i al guió. Es torna a corregir l'storyboard o a gravar l'àudio, si és necessari, per a crear un nou animatic. Les successives revisions de l'animatic eviten haver d'editar les escenes més tard, quan ja estiguin rodades, i que es realitzi treball de més, una cosa molt costosa a l'animació o al rodatge final.

### Disseny itiming
Un cop aprovat l'animatic, s'envien els storyboards als departaments de disseny. Allà els dissenyadors dels personatges preparen fulles de models (model sheets) per a cada un dels personatges més importants, i per als altres elements visuals del film. Aquestes fulles documenten l'aparença de cada personatge des d'una varietat dels angles de vista, i les seves poses més comunes, per a què els diferents artistes que intervenen al projecte treballin de manera consistent. Alguns cops es realitzen inclús petites escultures o maquetes perquè l'animador vegi el personatge en tres dimensions. Al mateix temps, els artistes de fons realitzen un treball similar amb els diferents escenaris, i els directors d'arts i els estilistes de color determinen l'estil del dibuix i els esquemes de colors que han d'emprar.
En paral·lel al disseny, el director del timing, que a vegades pot ser el director general, determina exactament què postures, dibuixos i moviments dels llavis es necessiten per a cada quadre. Es crea una fulla d'exposició (exposure sheet o X-sheet), que es tracta d'una taula que conté un desglossament de l'acció, el diàleg i el so, per a cada quadre d'animació, i serveix com guia dels animadors. Si a més el film té una forta base musical, es crea també una bar sheet, que és una altra fulla amb taules que mostra la relació entre l'acció en pantalla, el diàleg i les notes musicals.

### Layout
L'etapa de layout comença una vegada que el disseny s'ha completat. Aquest procés és anàleg a la divisió de plans d'una pel·lícula filmada a la realitat. És aquí quan els artistes de layout de fons determinen l'angle i la posició de la càmera imaginaria, d'on prové el llum i com es projecten les ombres. Els artistes de layout de personatges determinen les principals posicions que tindran els personatges de cada escena, i de cadascuna en faran un dibuix.
Els dibuixos de layout s'escampen sobre l'animatic, utilitzant la X-sheet com a guia.

### Animació
El procés d'animació tradicional, es comença dibuixant sobre filles de paper, perforat per a encaixar a les barres dels seus escriptoris (peg bars), a vegades utilitzant llapis de color. Un animador de bona categoria dibuixa els quadres clau d'una escena, emprant els layouts com a guia. Dibuixa els quadres suficients per a descriure l'acció.
La durada es té molt en compte per aquests primers animadors; cada quatre ha de coincidir exactament amb la pista de so en el moment en què apareix; en cas de no ser així, es notaria una discrepància entre allò que es veu i allò que s'escolta, que pot ser una distracció per a l'audiència. Per exemple, a les grans produccions, es fa un gran esforç per a fer coincidir el diàleg amb la boca dels personatges que l'executen.
L'animador primari (conegut com a key animator o lead animator) prepara llavors una prova a llapis (pencil test), que és una versió preliminar de l'escena animada. Cada quadre clau es fotografia o escena i se sincronitza amb la pista d'àudio preliminar. Es previsualitza així l'animació completa, i l'animador pot millorar-la abans de passar-la als assistents d'animació, que s'encarreguen d'afegir el detall i completen els quadres intermedis entre clau i clau. El treball dels assistents d'animació es revisa, es torna a fer una prova a llapis, torna a corregir-se, fins que passa novament a les mans de l'animador líder, qui ho aprova juntament amb el director. Al món de l'animació hi ha personatges que arriben a destacar més que d'altres; per la fama que se li dona per part de l'estudi que el dirigeix i el consum generat pels seus fans. D'acord amb un rànquing que es va realitzar, els personatges animats més famosos són: Mickey Mouse, Bugs Bunny, Scooby-Doo, Goku, Pokémon, Els Simpson, la Pantera Rosa, entre d'altres.